# Marjetka Vovk
Marjetka Vovk (prv. Jurkovnik), slovenska pevka in učiteljica petja, * 19. julij 1984, Celje.
V letih od 2005 do 2008 je bila članica skupine Turbo Angels. Od leta 2008 dalje je bila članica skupine Tangels.
Od leta 2014 z možem Alešem Vovkom (Raayem) ustvarjata pod imenom Maraaya. Imata dva otroka, Vida in Oskarja. 
Marjetka je tudi učiteljica petja. Bila je žirantka v 5., 6., 7., 8. in 9. sezoni oddaje Slovenija ima talent.
Kot duo Maraaya je zmagala na EMI 2015 in na Dunaju predstavljala Slovenijo na 60. Pesmi Evrovizije, ki je potekala 19., 21. in 23. maja. Tam je Maraaya osvojila 14. mesto.